# Степаньський замок
Степаньський замок — замок був збудований у XVI столітті князем Костянтином Острозьким, великим гетьманом Литовським, старостою Луцьким, Брацлавським, Вінницьким, маршалом Волинської землі.

## Історія
Наприкінці XIII століття місто Степань, що було центром удільного князівства, перебувало у володінні князів Дубровицьких, які походили з роду Рюриковичів. З приходом до влади Владислава ІІ Ягайла Степань перейшла у власність литовських князів. У 1431 році Степань служила притулком для бунтівного князя Свидригайла. З середини XV століття, разом із сусідніми поселеннями, місто стало частиною земель Польської Корони. Пізніше, король Казимир Ягеллончик передав Степань та її околиці Семену Колоденському (Несвицькому). Його єдина донька, Анастасія, взяла шлюб із князем Семенои Гольшанським.
У 1511 році король Сигізмунд I офіційно підтвердив право власності на Степань за київським воєводою, князем Костянтином Івановичем Острозьким, який був зятем доньки Семена Гольшанського, Тетяни. Саме князь Острозький перетворив Степань, звівши на місці колишньої дерев'яної фортеці кам'яну твердиню. При цій фортеці також діяла православна Троїцька церква, збудована 1523 року.
Після Острозьких маєток і замок належали князю Янушу Сангушку, який 1753 року подарував його Юзефу Любомирському, литовському підстольному. Однак уже 1771 року онуки Юзефа Любомирського були змушені передати ці землі Юзефу Потоцькому. Причиною став великий борг їхнього батька, Станіслава Любомирського. У 1776 році Юзеф Потоцький, своєю чергою, передав Степань Станіславу Ворцеллу (галицькому каштеляну, який помер близько 1778 року). Родина Ворцеллів володіла Степанню аж до повстання 1830—1831 років. Тоді вони були змушені продати свій маєток російському дворянину Таміліну.
У період його розквіту серед гостей замку були: король Речі Посполитої Стефан Баторій, тому місцеве населення називає вежу на честь Стефана Баторія, коронний гетьман Стефан Чарнецький, який перебував тут у 1648 році після перемоги в битві з козаками, шведський король Карл XII та цар Петро I Великий з дружиною Катериною I.

## Палац
Ворцелли збудували новий палац за межами замку.

## Архітектура
Первісний дерев'яний замок був збудований родиною руських князів. Це була важкодоступна фортеця, розташована серед боліт і трясовин річки Горинь. Князь Костянтин Іванович Острозький звів готичну цегляну оборонну споруду. Вона мала квадратний план. Бік, захищений 10-метровим валом, мав приблизно 90 метрів завдовжки, з чотирма бастіонами по кутах. Перед валом був глибокий рів. Комплекс включав цегляний житловий будинок, під яким знаходилися підземелля, вежа та господарські будівлі. В середині XVIII століття замок занепав. Сьогодні від замку залишився лише високий вал над річкою, на якому знаходяться руїни колишнього замку.